# Andrenelia pinnata
Andrenelia pinnata (лат.) — вымерших вид перепончатокрылых насекомых, единственный в составе рода Andrenelia и семейства Andreneliidae (или Evaniidae в составе Evanioidea). Меловой период (Испания).

## Описание
Длина тела 9 мм, длина переднего крыла 5 мм. В усиках более 15 члеников. Брюшко вытянутое, яйцеклад длинный. Возраст отпечатков оценивается от 130 до 125 млн лет (меловой период, Испания, La Cabrua outcrop, Sierra del Montsec). Брюшко на длинном стебельке прикрепляется высоко на заднегрудке. Это один из самых древних ископаемых видов Evanioidea. Современные представители этой группы наездников паразитируют на тараканах.

## Классификация и этимология
Вид был впервые описан в 2000 году российским палеоэнтомологом профессором Александром Павловичем Расницыным (Палеонтологический институт РАН, Москва, Россия) и испанским коллегой X. Martínez-Delclòs (Испания). Вид и род были выделены в своё отдельное семейство †Andreneliidae  Rasnitsyn & Martínez-Delclòs, 2000, хотя некоторые авторы рассматривают Andrenelia в составе эваниид. В настоящее время семейство Andreneliidae признано валидным и сестринским к Evaniidae, образуя с ними монофилетическую группу, близкую к Othniodellithidae и далее к Anomopterellidae и Gasteruptiidae.
Род Andrenelia был назван в честь французского палеонтолога Dr. André Nel (Muséum National d’Histoire Naturelle, Париж, Франция)